# شاه‌خرچنگ‌های راستین
شاه‌خرچنگ‌های راستین (نام علمی: Lithodes) نام یک سرده از خانواده شاه‌خرچنگان است.